# 松本象二郎
松本 象二郎（まつもと しょうじろう、明治22年（1889年）9月27日　- 昭和17年（1942年）5月12日）は、日本の海軍軍人。最終階級は海軍少将。

## 経歴
鳥取県西伯郡崎津村（現在の米子市大崎）出身。父・松本林太郎は警官で、島根県八束郡美保関町（現在の松江市）や横田町（現在の奥出雲町）に勤務した。
象二郎は、小学校時代から水泳が得意で、大崎、安来間を平気で泳いだという。米子中学（現在の米子東高校）に入ってからは、大崎から学校までの10キロの道を、米川沿いに黙々と歩いて通った。米中を抜群の成績で卒業したが、海軍兵学校に入ったのは、卒業翌年の明治42年（1909年）9月である。
大正3年（1914年）第一次世界大戦が勃発すると、ドイツ東洋艦隊の根拠地青島の攻略戦に「千歳」乗組として参加した。以後、艦船勤務、呉海軍工廠で兵器製造の技術関係などの勤務についた。昭和16年（1941年）8月、特設工作艦「松栄丸」特務艦長に就任し太平洋戦争を迎えた。
昭和17年（1942年）5月8日、珊瑚海海戦があり、その直後の5月12日、基地に戻ろうとしていた「松栄丸」は米海軍潜水艦「S-44」の雷撃を受けて沈没。松本艦長は、乗組員全員を脱出させた後、従容として艦と運命を共にしたという。享年54。没後、少将に昇進。

## 年譜
- 明治45年7月 - 海軍兵学校（40期）卒業
- 大正2年12月 - 海軍少尉
- 大正7年12月 - 海軍砲術学校高等科学生
- 大正8年12月 - 海軍大尉・「樺」乗組
- 大正10年1月 - 「伊勢」分隊長
  - 12月 - 呉海兵団分隊長兼教官
- 大正12年11月 - 神戸高等商船学校教授兼生徒監
- 大正14年11月 - 砲術学校教官
  - 12月 - 海軍少佐
- 大正15年4月 - 「球磨」砲術長
  - 12月 - 待命
- 昭和2年6月 - 呉鎮守府付
  - 7月 - 呉軍需部部員
- 昭和4年11月 - 「隠戸」運用長
- 昭和5年12月 - 「日向」運用長兼分隊長
- 昭和6年10月 - 「八雲」砲術長
- 昭和7年4月 - 呉工廠造船部検査官
  - 5月 - 呉工廠造船部検査官兼総務部部員
  - 12月 - 海軍中佐
- 昭和11年12月 - 「扶桑」副長
- 昭和12年12月 - 呉鎮守府付
- 昭和13年2月 - 砲艦兼敷設艦「富津丸」監督官
  - 7月 - 呉鎮守府付
  - 9月 - 呉工廠造船部検査官兼総務部部員
  - 11月- 海軍大佐[1]
- 昭和16年8月 - 特設工作艦「松栄丸」特務艦長
- 昭和17年5月 - 戦死・海軍少将

## 栄典
- 1914年（大正3年）1月30日 - 正八位[2]
- 1916年（大正5年）1月21日 - 従七位[3]

## 家族
父は警官。兄、弟ともに米子中学（現在の米子東高校）に進んだが、兄は中退して農業に従事し、弟は鳥取県師範学校（現在の鳥取大学地域学部の前身の一つ）に進んで教員になった。